# 南方作战室
南方作战室是叙利亚南部苏韦达省和库奈特拉省各德鲁兹部落和叙利亚反对派组织组成的反政府武装联盟。该组织于2024年12月6日在叙利亚南部成立。在2025年1月的敘利亞革命勝利宣告會議上，虽然大多数武装组织宣布并入国防部，但该组织领导人没有出席。

## 成立與結構
2024年12月6日，「南方作戰室」宣布成立，由名為「第八旅」、「中央委員會」以及其他位於蘇韋達省和庫奈特拉省的團體組成。在南方作戰室指揮部發表的官方聲明中，該組織承諾維持敘利亞南部地區的安全與穩定，同時呼籲全世界各國支持敘利亞人民「獲得自由並建立自己的國家」的決定。
南方作戰室強調其目標是建立一個「統一且公正的敘利亞」，並將其行動形容為爭取「自由與尊嚴」的鬥爭。為避免混亂並創建一個穩定的戰後國家，其領導人呼籲保持國家機構的完整，同時與不同的敘利亞社群合作。

## 军事行动
2024年叙利亚反对派攻势期間，南方作战室在其他反对派组织的帮助下占领了德拉区、德拉及其周围的小城镇以及库奈特拉省。由於库奈特拉省鄰近戈蘭高地，以色列國防軍在戈兰高地地区部署了增援部队。
2024年12月7日，南方作战室发言人宣布向大马士革推进，並與其他部隊一同包围了大马士革。
12月8日，南方作战室攻入大马士革，敘利亞总统巴沙尔·阿萨德乘飞机逃离叙利亚。